# Ариг Ус
«Ариг Ус» (бур. Ариг уhан - чистая вода) — первая негосударственная телерадиокомпания в Республике Бурятия. Неоднократный победитель Всероссийских телевизионных конкурсов, проводимых фондом "Академия Российского телевидения" (ТЭФИ-Регион, ТЭФИ-Капитал). Располагается в Улан-Удэ.

## История
Телеканал был основан в 1992 году.
Первым гендиректором был Ярослав Николаев, некогда бывший местным спецкором программы «Время», а техническая служба состояла из бывших членов БГТРК.
Первый эфир состоялся 1 июня 1992 года в 6:00 утра. В эфире шли музыкальные клипы, новости и фильмы.
В 1993 году, в связи с обстрелом Верховного Совета канал был заморожен, но в 1994 году возобновил эфир на 9 ТВК. В этом же году он стал сетевым партнёром ТВ-6, в дальнейшем ТВС, а с 2003 года ТНТ.
В 2011 году канал расширяет своё информационное вещание, запустив региональную программу «Вся Бурятия».
2 апреля 2012 года в кабельных сетях начал вещание телеканал «Ариг Ус 24» с собственным программированием.
С 22 марта 2005 года в состав телерадиокомпании входит сетевое издание «Ариг Ус онлайн».

## Программы

### Актуальные проекты
- «Восточный экспресс», ведущие — Лариса Иринцеева, Союна Бухаева, Инесса Скосырская, Сергей Смолянинов.
- «Дежурный по городу. Неделя»
- «На ночь глядя», ведущий — Андрей Левантуев.
- «Точка зрения» (до 2006 «Будни»), ведущий — Герман Галсанов.
- «Спортивный экспресс», ведущий — Алексей Туробов.
- «Семейный контролер», ведущая — Саржана Мэрдыгеева.
- «Новое утро», ведущие — Александра Кузьмина, Александр Малханов.
- «Великолепная пятёрка», ведущий — Валерий Скосырский.
- «Барышня-крестьянка», ведущая — Кристина Соснина, Марина Валуева.
- «До и после», ведущая — Мария Плеханова.
- «hонюуша», ведущая — Номина Цырендылыкова.
- «Проект 3Д», ведущий — Алексей Фишев.
- «Бизнес на прокачку», ведущий — Валерий Скосырский.
- «Прогулки по городу», ведущая — Саржана Мэрдыгеева.
- «Мүнгэн сэргэ», ведущий — Дашидоржо Болотов.
- «Девчата», ведущие — Алевтина Дармаева, Александра Кузьмина, Жаргалма Бадмаева.
- «Экспаты», ведущая — Жаргалма Бадмаева.
- «Хочу на Ариг Ус», ведущая — Кристина Соснина.
- «Истории 30-летних»
- «Невидимый дом», ведущая — Янина Нимаева.
- «Что было раньше?», автор и ведущий — Сергей Смолянинов

### Бывшие проекты
- «Провинциальные анекдоты», ведущие — Андрей Левантуев, Елена Лузан, Алексей Михалёв, Алексей Щербаков, Дмитрий Фалилеев, Борис Кондратьев.
- «Улан-Удэ: Инструкция по применению», ведущие — Анна Чемусова, Саян Галсандоржиев, Александра Цыремаева, Мария Мордовская, Татьяна Шелковникова, Ирина Геранина.
- «Власть и мы», ведущие — Лазарь Бартунаев и Алексей Фишев.
- «Знакомые незнакомки», ведущая — Елена Дружинина.
- «Дар», ведущая — Нина Кремер.
- «36.6», ведущие — Туяна Галсандоржиева, Анастасия Манхеева.
- «Армия любимчиков»
- «4WD»
- «Клёво»
- «Прекрасное далёко»
- «Музейные тайны», ведущая — Екатерина Шумал.
- «Будьте здоровы!»
- «Вся Бурятия», ведущая — Ирина Эрмиль.
- «Афиша», ведущая — Мария Мордовская.
- «ТЭЦ-3», ведущие — Саян Самбялов, Валерий Скосырский, Михаил Козлов, Анна Чемусова, Екатерина Андреева, Союна Бухаева,Егор Кудинов, Анна Зайцева
- «Метод и мудрость», ведущий — Максим Дашинимаев.
- «Максимальный эффект», автор и ведущий — Максим Дашинимаев.
- «Буряадаар дуугараял 2.0», автор и ведущий — Жаргал Бадагаров.
- «Давай займемся бизнесом», ведущий — Валерий Скосырский.
- «Твоё дело», ведущий — Валерий Скосырский.

## Сетевое партнёрство
- «ТВ-6» — 1994—2002[6].
- «АРТ Телесеть» — 2002[6].
- «ТВС» — 2002—2003[6].
- «ТНТ» — 2003—2021[6].

## Награды
«Apиг Уc» имеет 4 нaгpaды «TЭФИ-Peгиoн»: за пpoeкты «Дaнгинaмни», «Koстoлoмы» и двe y «Boстoчнoгo экспpecca». Kpoмe этoгo ещё З стaтyэтки пpeмии «TЭФИ. Kaпитaл».

## Другие проекты
- Трансляции городских, республиканских и спортивных мероприятий.
- Прямые эфиры на главные праздники.
- Регулярное проведение спартакиады на призы Ариг Ус.
- Проведение Фестиваля дворовых игр.